# Хени Ерцег
Хени Ерцег (Сплит, 1949) хрватска је новинарка.

## Биографија
Дипломирала је филозофију и енглески језик и књижевност, а затим је магистрирала са темом Отуђење у романима Антуна Шољана. Била је једна од најпознатијих телевизијских новинара бивше Југославије.
Радила је као новинарка и ратна репортерка на хрватској телевизији. Рат у Хрватској провела је на ратиштима, за такво ратно извештавање осваја награде. Након што телевизија постаје оруђе националистичког режима и лоше се опходи према српским колегама у сплитском дописништву, напушта телевизију и постаје главна уредница независног недељника Ферал Трибјун и на тој позицији је од 1998. до 2008. године. Ферал остао познат по својим провокативним фотомонтажама, међу којима се истиче насловница са Фрањом Туђманом и Слободаном Милошевићем у брачном кревету.
Године 1995. појављује се у документарном фиму The Death of Yugoslavia. Била је нападнута у Сплиту испред свог стана од стране Сплићанина Милорад Сврдлина који се при нападу представио као Слободан коме је адреса 11 000, Београд.
Ауторка је неколико књига и збирки интервјуа: Исподвијести: О рату у Хрватској, Четири магарца апокалипсе и Сир, врхње и фашизам.
Пише колумне за медије као што су Пешчаник, Младина и Вијести. Њени текстови се баве темама као што су национализам, ревизионизам, корупција и друштвене неправде.